# Sankt Blasius kyrka, Dubrovnik
Sankt Blasius kyrka (kroatiska: Crkva svetog Vlaha) är en kulturminnesskyddad romersk-katolsk kyrka i Dubrovnik i Kroatien. Den är tillägnad Dubrovniks skyddshelgon Sankt Blasius och uppfördes åren 1706–1715 i barockstil enligt ritningar av den venetianske byggherren Marino Gropelli. Kyrkan är belägen vid Loggiatorget i den av Unesco världsarvslistade Gamla stan och är en av Dubrovniks turistattraktioner.

## Historik
På platsen för dagens kyrka stod tidigare en kyrka i romansk stil ursprungligen uppförd år 1368. Denna kyrka fick smärre skador i jordbävningen år 1667 och förstördes senare i en brand år 1706. Den dåvarande republiken Dubrovniks myndigheter beslutade då att låta uppföra en ny kyrka på platsen. Redan samma år gavs den venetianske byggherren Marino Gropelli uppdraget att rita den nya kyrkan som stod färdig år 1715. Gropelli ritade kyrkan med Sankt Mauritius kyrka i Venedig som förebild. Denna kyrka var i sin tur ett verk Andrea Sansovino.
Sankt Blasius kyrka skadades i jordbävningen år 1979. I belägringen av Dubrovnik år 1991 då den jugoslaviska armén bestående av serbiska och montenegrinska enheter besköt staden med tungt artilleri skadades kyrkans tak och norra fasad. Kyrkan har sedan dess restaurerats och har idag inga synliga spår av förstörelsen.  

## Arkitektur och beskrivning
Kyrkan har en kupol och en stor trappa som leder till dess portal och huvudentré. Den utsmyckade fasaden har fyra pelare och en mängd helgon och maskaroner. I kyrkan finns flera konstverk i barockstil. Högaltaret pryds av en gotisk 1400-talsskulptur av förgyllt silver föreställande Sankt Blasius.